# Kidson Island
Kidson Island ist eine 800 m lange Insel vor der Mawson-Küste des ostantarktischen Mac-Robertson-Lands. Sie liegt 25 km nordnordöstlich des Byrd Head. 
Teilnehmer der British Australian and New Zealand Antarctic Research Expedition (1929–1931) unter der Leitung des australischen Polarforschers Douglas Mawson entdeckten sie im Februar 1931. Mawson benannte sie nach dem neuseeländischen Meteorologen Edward Kidson (1882–1939), der die meteorologischen Berichte der Nimrod-Expedition (1907–1909) unter der Leitung des britischen Polarforschers Ernest Shackleton und von Mawsons Australasiatischen Antarktisexpedition (1911–1914) angefertigt hatte.